# أحمد يعقوبي
أحمد بن إدريس اليعقوبي (1928-1985) هو رسام وروائي مغربي ولد بمدينة فاس المغربية.

## سيرة ذاتية
التقى اليعقوبي بالملحن والكاتب الأمريكي بول بولز في فاس عام 1947 ثم بدأ اليعقوبي بالترجمة لولز، وبعد أن رأى بولز وزوجته - الروائية والكاتبة المسرحية جاين بولز - رسومات اليعقوبي التوضيحية، طلب منه رسم وتلوين الشخصيات في قصصه الخاصة.
كان بولز مُهتمًا بتسجيل الموسيقى من ثقافات مختلفة، ودعا اليعقوبي للترجمة له في إسبانيا وإيطاليا وتركيا والهند وماليزيا وهونغ كونغ واليابان، ثم ترجم بولز قصص اليعقوبي من اللهجات المغاربية إلى الإنجليزية مثل "الرجل والمرأة" (1956)، "الرجل الذي يحلم بتناول السمك" (1956)، و"اللعبة" (1961).
نُشرت مسرحية اليعقوبي "ليلة ما قبل التفكير" في "مجلة إيفرجرين ريفيو" في 1961. وفي عام 1964 عرض نادي مسرح لا ماما التجريبي [الإنجليزية] المسرحية في مسرح إيست فيلاج في مانهاتن، وكذلك في مسرح وايت بارن التابع للممثلة والمنتجة لويس لورتل [الإنجليزية] في ويستبورت، كونيتيكت.
ساهم اليعقوبي أيضًا في وضع التصاميم وأعمال الإنتاج في "لا ماما" خلال السبعينيات، مثل مسرحية أردن أوف فافيرشام [الإنجليزية]، ومسرحية الملك أوبو للكاتب ألفريد جاري وإخراج أندري سيربان في عام 1970،  ومسرحية "جيلسا - Jilsa" للكاتب المسرحي الكوري جنوبي "أوه تاي سيوك" في عام 1974.
رتب بولز وزوجته معرض اليعقوبي المرئي الأول في مكتبة غاليمار في طنجة، ولاقى المعرض استحسانًا كبيرًا، وباع المعرض 28 قطعة. وأقيمت معارض لاحقة في مدريد، وفي معرض بيتي بارسونز في نيويورك عام 1952، ومعرض هانوفر الفني في لندن عام 1957، وفي أماكن أخرى خلال الستينيات والسبعينيات والثمانينيات. واشترت عدة متاحف أعماله منها متحف الفن الحديث في نيويورك، ومتحف الفن الحديث في باريس، ومتحف ساو باولو للفن الحديث.
في عام 1952 دعا بولز اليعقوبي إلى جزيرة تابروبان، قبالة الساحل الجنوبي لسريلانكا، وأثناء زيارته للجزيرة، أعد اليعقوبي الطعام لزميلته الضيفة بيجي غوغنهايم كما روت في مذكراتها "اعترافات مدمن على الفن (1997)"، واشترت العديد من رسوماته.
في عام 1966 انتقل اليعقوبي إلى الولايات المتحدة واستمر في عمله بكثرة إضافة إلى السفر بين المدن لإقامة المعارض، التقى واستضاف مجموعة متنوعة من الفنانين والكتاب وجامعي الأعمال الفنية والسياسيين، وفي مدينة نيويورك أصبح صديقًا لبيجي هيتشكوك وزوجها والتر بوارت، مؤسس "أومن برس"، وتعاون مع أصدقائه في مزرعة الزوجين في توكسون، لنشر كتاب الطبخ الخاص به (بالإنجليزية: The Alchemist's Cookbook)‏.
أقامت إيلين ستيوارت معرض اليعقوبي في لا ماما في عام 1989، وتضمن المعرض إنتاج "ليلة ما قبل التفكير".

## الحياة الشخصية
عاش اليعقوبي وسافر مع كاتبة أمريكية تدعى روث مارثين. في عام 1965، أنجب ابنته كريمة اليعقوبي في مدينة طنجة، وعانت كريمة من مشاكل في الجهاز التنفسي وتوفيت في لندن عام 2004 عن عمر يناهز 44 عامًا. في مدينة نيويورك وجدت إلين ستيوارت ليعقوبي منزل واستوديو في شارع جريت جونز، التقى اليعقوبي بالفنانة كارول كانون عام 1976، وعاشا ورسما سويًا لسبع سنوات، توفي اليعقوبي بسرطان الرئة في 25 ديسمبر 1985 عن عمر يناهز 57 عامًا.

## روابط خارجية
- أحمد يعقوبي
- موقع AhmedYacoubi.com الذي أنشأته كارول كانون
- السيرة الذاتية لأحمد اليعقوبي على موقع بول بولز
- صفحة اليعقوبي على المجموعات الرقمية لأرشيفات لاماما